# Sielsowiet Łomasze
Sielsowiet Łomasze (biał. Ломашаўскі сельсавет, Łomaszauski sielsawiet; ros. Ломашевский сельсовет) – sielsowiet na Białorusi, w obwodzie witebskim, w rejonie głębockim, z siedzibą w Łomaszach.

## Demografia
Według spisu z 2009 sielsowiet Łomasze zamieszkiwało 905 osób, w tym 850 Białorusinów (93,92%), 39 Rosjan (4,31%), 8 Polaków (0,88%), 6 Ukraińców (0,66%) i 2 osoby innych narodowości.
Do 2019 liczba ludności spadła do 697 osób. Największymi miejscowościami były wówczas Łomasze (501 mieszkańców) i Hatowszczyzna (36 mieszkańców). Liczba ludności żadnej z pozostałych miejscowości nie przekraczała 30 osób.

## Geografia i transport
Sielsowiet geograficznie położony jest na Pojezierzu Białoruskim, a historycznie na Wileńszczyznie, w północno-wschodniej części rejonu głębockiego.
Przez sielsowiet przebiega droga republikańska R45 oraz linia kolejowa Połock – Mołodeczno.

## Miejscowości
- agromiasteczko:
  - Łomasze
- wsie:
  - Bobryki
  - Bułachy
  - Cielesze
  - Hatowszczyzna
  - Karasie
  - Kisielewo
  - Kulhaje
  - Łamcie
  - Popioły
  - Rudniki
  - Siemieńczyki
  - Waśkowo
- chutory:
  - Naumionki
  - Tereszkowo